# Phlyctimantis leonardi
Phlyctimantis leonardi är en groddjursart som först beskrevs av George Albert Boulenger 1906.  Phlyctimantis leonardi ingår i släktet Phlyctimantis och familjen gräsgrodor. IUCN kategoriserar arten globalt som livskraftig. Inga underarter finns listade i Catalogue of Life.

## Utbredning och habitat
Den finns i Kongo-Brazzaville, Kongo-Kinshasa, Ekvatorialguinea, Gabon och möjligen Angola. Dess naturliga habitat är subtropiska eller tropiska fuktiga låglänta skogar, subtropiska eller tropiska säsongsvis våta eller översvämmade låglänta gräsmarker, marskland med färskvatten, trädgårdar i landsbygden och skog som har brutits ned.

## Galleri

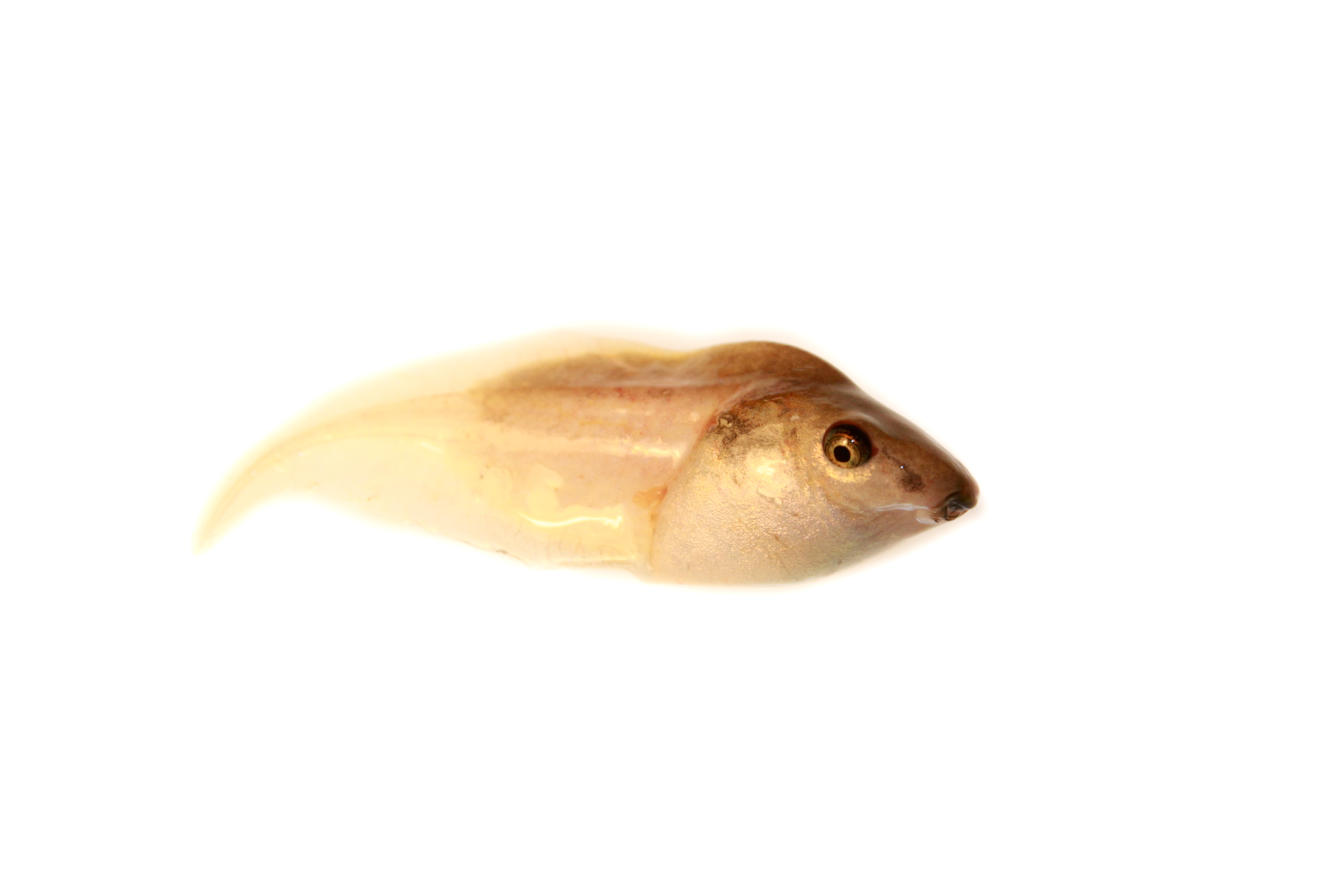
Grodyngel
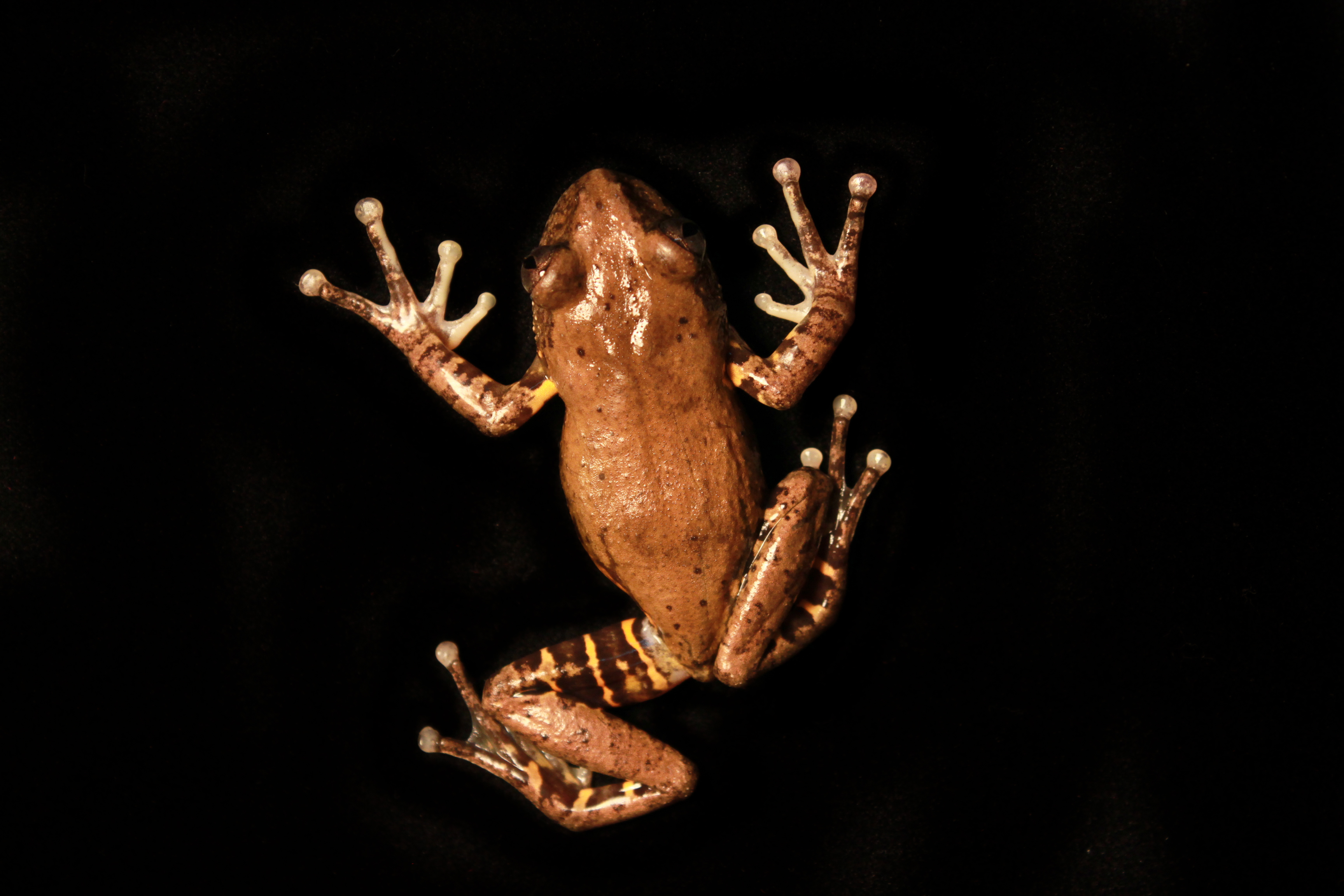
Dorsal vy
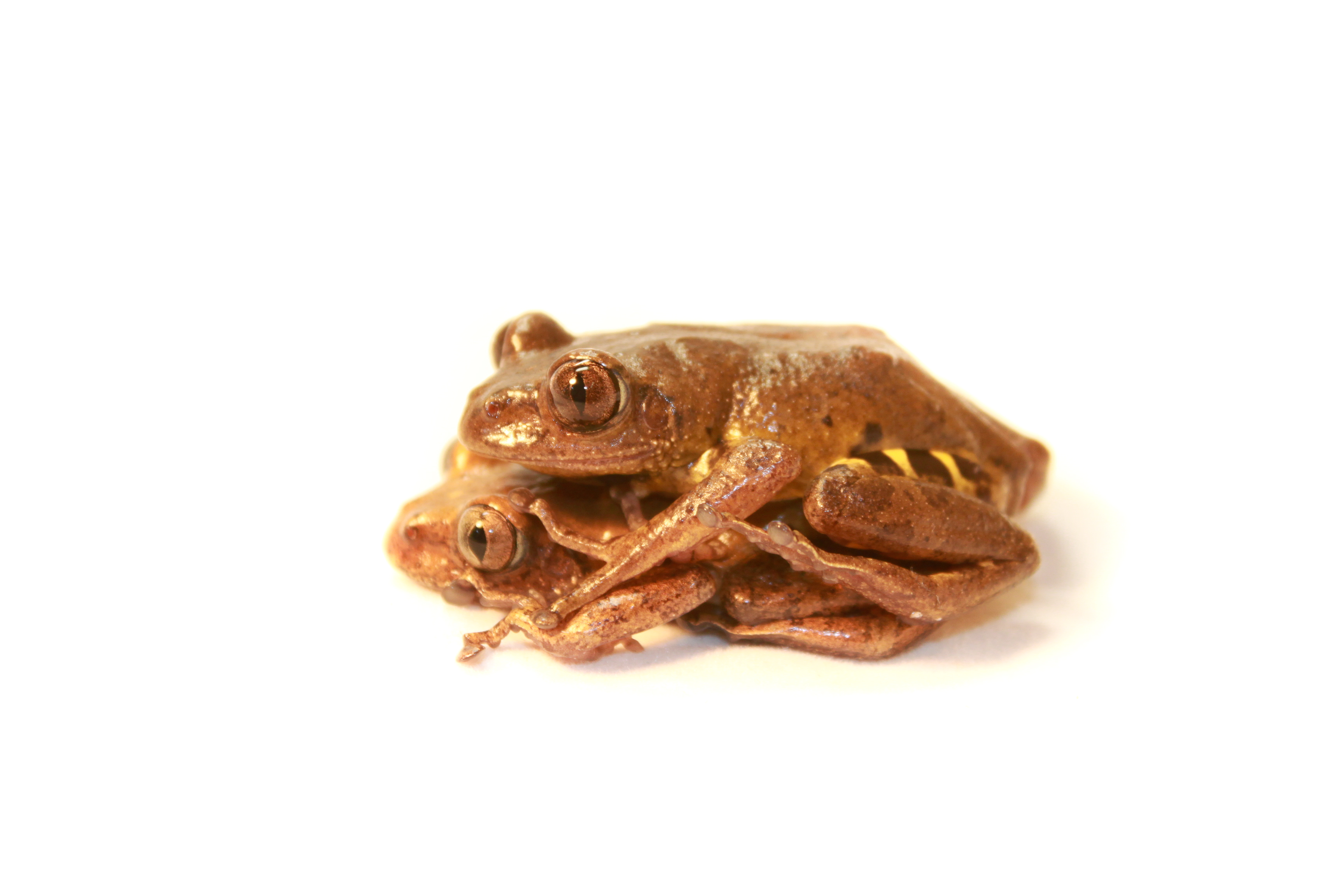
Parning